# Свети Ђорђе (острво)
Свети Ђорђе је острво које се налази у Бококоторском заливу, испред града Пераста. За разлику од суседног острва Госпа од Шкрпјела настало је природним путем. На њему се налази бенедиктински манастир из 12. века, као и локално гробље Пераста.